# Anthaxia godeti
Anthaxia godeti é uma espécie de insetos coleópteros polífagos pertencente à família Buprestidae.
A autoridade científica da espécie é Gory & Laporte, tendo sido descrita no ano de 1839.
Trata-se de uma espécie presente no território português.